# Agrochola mediofasciata
Agrochola mediofasciata là một loài bướm đêm trong họ Noctuidae.